# Saison 13 de The Voice : La Plus Belle Voix
 (février 2024).
- Si vous ne connaissez pas le sujet, laissez ce bandeau (vous pouvez alors contacter les auteurs).
- Si vous supprimez le contenu mis en cause (vous pouvez préalablement contacter les auteurs),

argumentez précisément cette suppression dans la page de discussion
(un manque de référence n'est pas un argument ; une recherche réelle de référence doit avoir été effectuée, être formellement documentée).
 (février 2024).
La treizième saison de The Voice : La Plus Belle Voix, émission française de télé-crochet musical, est diffusée du 10 février 2024 au 25 mai 2024 sur TF1. 

## Coachs et candidats

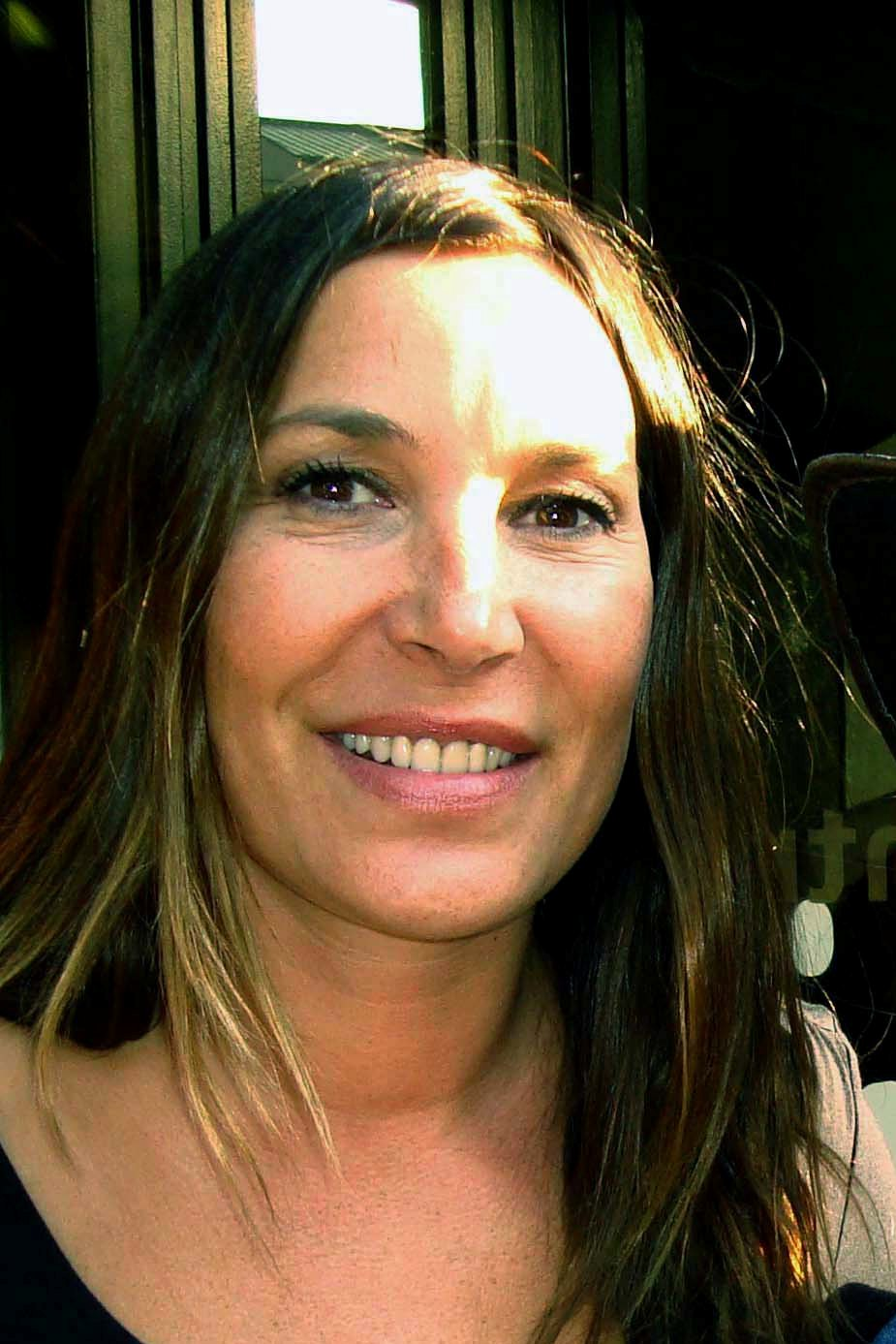
Zazie
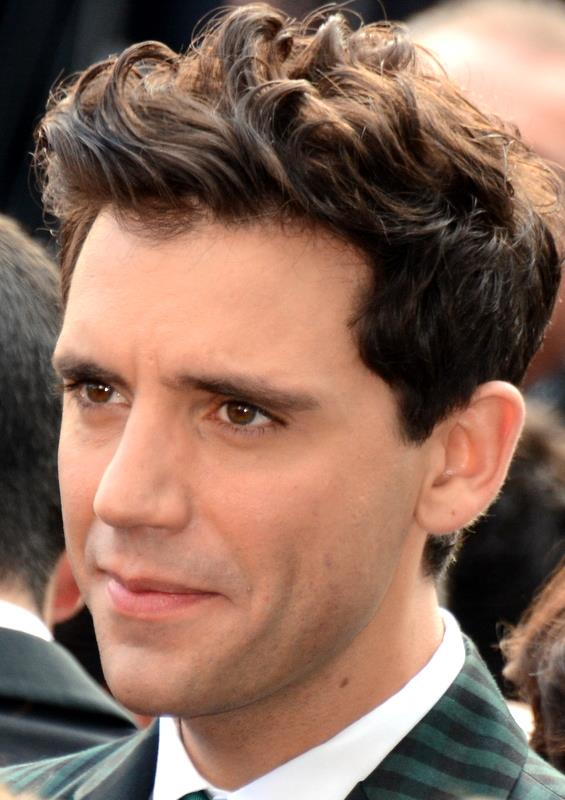
Mika
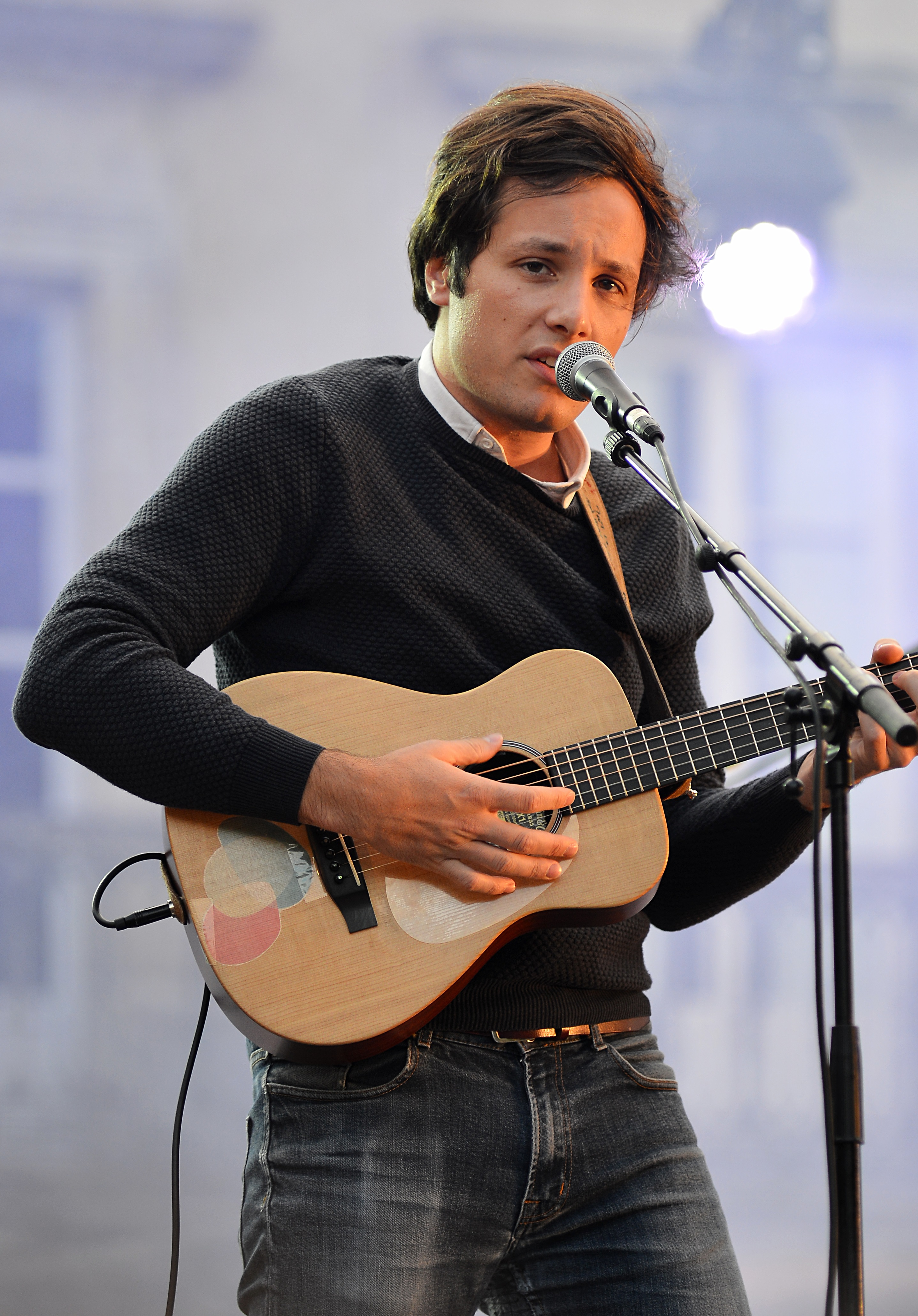
Vianney
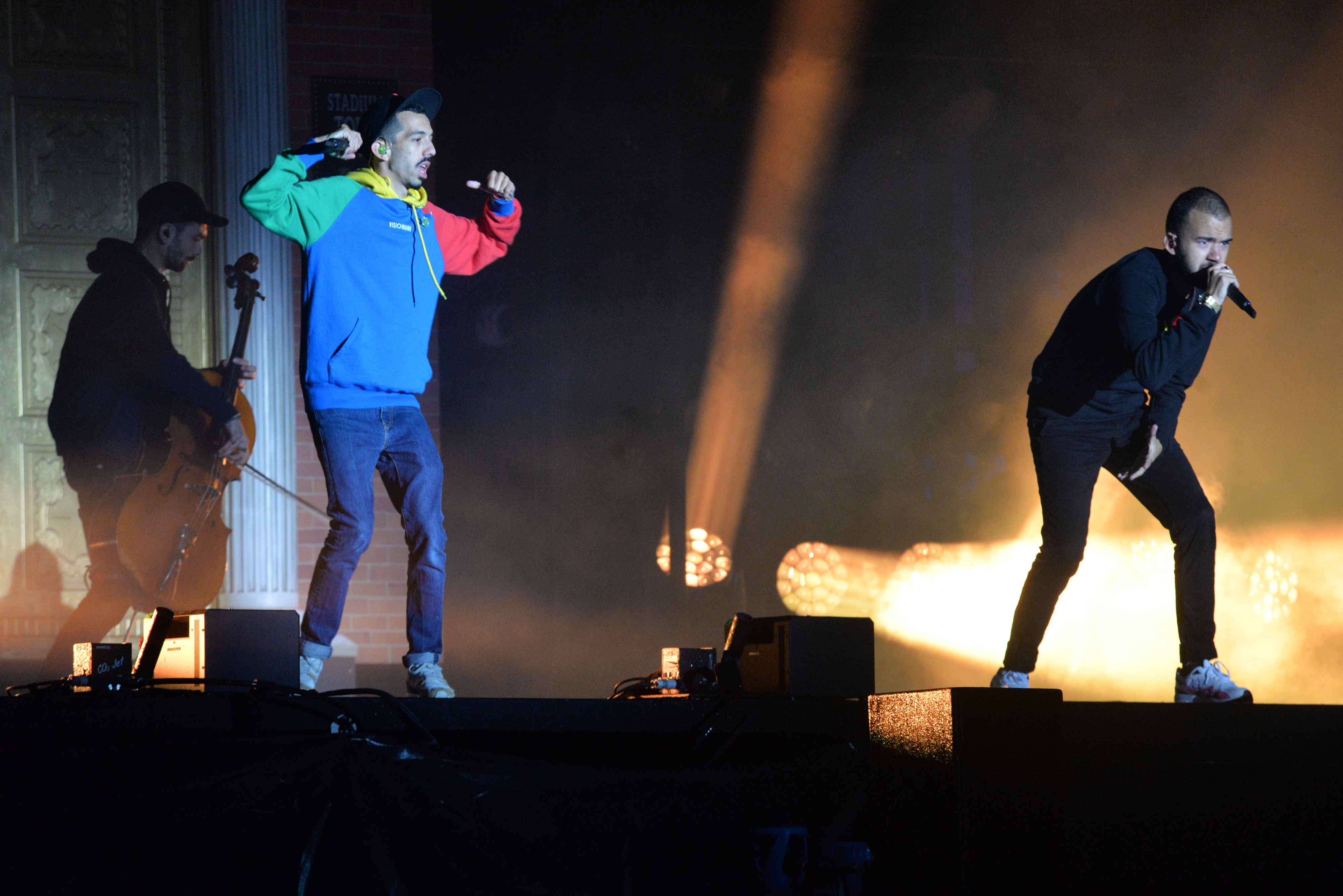
Bigflo et Oli

- Vainqueur
- Deuxième
- Éliminé(e)
- Abandon

| Étapes                           | Vianney           | Zazie             | Mika           | Bigflo & Oli      | Camille Lellouche |
| -------------------------------- | ----------------- | ----------------- | -------------- | ----------------- | ----------------- |
| Finalistes                       | Baptiste Sartoria | Alphonse          | Gabriel Lobao  | Iris              | Shanys            |
| Éliminés en Demi-finale          | Odem              | Lize              | Clément Massy  | Adnaé             | —                 |
| Éliminés aux Super Cross battles | Maëva             | Hamid Khattab     | Mia            | Manuela           | —                 |
| Éliminés aux Super Cross battles | Marco Léna        | —                 | Oléma          | Ugo Cicolleta     | —                 |
| Éliminés aux Super Cross battles | —                 | —                 | Flora          | —                 | —                 |
| Éliminés aux Cross battles       | Carla             | Déborah           | Lillian        | Sahteene          | —                 |
| Éliminés aux Cross battles       | Noah              | Julien Kela       | Orange         | Rhéa              | —                 |
| Éliminés aux Cross battles       | Gwendal White     | Morpho            | —              | Clément Serra     | —                 |
| Éliminés aux Cross battles       | Aprile            | Stolt             | —              | Arthur            | —                 |
| Éliminés aux Battles             | Patxi Eli         | Alexis Carlier    | Lance Priester | Théo Montangon    | —                 |
| Éliminés aux Battles             | Sandra            | Auna              | Okali          | Chiara Santamaria | —                 |
| Éliminés aux Battles             | Anna              | Ambre Ever        | Marie Flamme   | Manon             | —                 |
| Éliminés aux Battles             | Ethan             | Corentin Lemahieu | Antony Isle    | Vernis Rouge      | —                 |
| Éliminés aux Battles             | Victoire Solveig  | Léon              | Rouslann       | Jacinta           | —                 |
| Éliminés aux Battles             | Louise            | Ninon             | —              | Doui              | —                 |
| Éliminés aux Battles             | —                 | —                 | —              | Elidjha           | —                 |
| Éliminés aux Battles             | —                 | —                 | —              | Mickaël Jiminy    | —                 |

## Déroulement de la saison

### Auditions à l'aveugle
Le principe est, pour les quatre coachs, de choisir les meilleurs candidats présélectionnés par la production. Lors des présentations de chaque candidat, chaque juré et futur coach est assis dans un fauteuil, dos à la scène et face au public, et écoute la voix du candidat sans le voir (d'où le terme « auditions à l'aveugle ») : lorsqu'il estime qu'il est en présence d'un candidat qui lui convient, le juré appuie sur un buzzer devant lui, qui fait alors se retourner son fauteuil face au candidat. Cela signifie que le juré, qui découvre enfin physiquement le candidat, est prêt à entraîner et soutenir le candidat et le veut dans son équipe. Si le juré est seul à s'être retourné à la fin de la prestation, le candidat rejoint son équipe par défaut. Si plusieurs jurés se retournent, le candidat choisit son équipe. Cette saison, les coachs peuvent utiliser le « Super Block » après la prestation du candidat. Il est utilisable deux fois sur la durée des auditions à l'aveugle.

#### Épisode 1
Le premier épisode est diffusé le 10 février 2024 à 21 h 10.

#### Épisode 2
Le deuxième épisode est diffusé le 17 février 2024 à 21 h 10.

#### Épisode 3
Le troisième épisode est diffusé le 24 février 2024 à 21 h 10.
Odem avait déjà participé aux auditions à l'aveugle de la saison 6 mais aucun coach ne s'était retourné.
Iris Fournier à participer à la dixième saison de The Voice Belgique dans l’équipe de Christophe Willem 

#### Épisode 4
Le quatrième épisode est diffusé le 2 mars 2024 à 21 h 10.

#### Épisode 5
Le cinquième épisode est diffusé le 9 mars 2024 à 21 h 10.
Flora a participé à la saison 7 de The Voice Kids dans l’équipe de Soprano
Ugo Cicoletta a participé à la saison 11 avec son père Fabien Cicoletta. Si Fabien a été qualifié Ugo a quant à lui été recalé.
Teeo (Theo) a participé à la saison 2 de The Voice Kids dans l’équipe de Patrick Fiori

#### Épisode 6
Le sixième épisode est diffusé le 16 mars 2024 à 21 h 10.
Rouslann a participé à la neuvième saison de The Voice Belgique sous le nom de Jérémy Delaunay il était chez Typh Barrow

#### Épisode 7
Le septième épisode est diffusé le 30 mars 2024 à 21 h 10.
Morpho sous le nom de Mathias de Vleeschouwer a participé à la huitième saison de The Voice Belgique où personne s’est retourné. Il a retenter sa chance à la neuvième saison de The Voice Belgique dans l’équipe de Loïc Nottet
Chiara Santamaria a été finaliste à la Saison 1 de The Voice Kids Belgique en 2020 dans l’équipe de Slimane.

#### Bilan des auditions à l'aveugle
| Nombre de talents (sur 14) | Vianney           | Zazie             | Mika           | Bigflo & Oli      | Camille Lellouche |
| -------------------------- | ----------------- | ----------------- | -------------- | ----------------- | ----------------- |
| 1                          | Aprile            | Stolt             | Manuela        | Jacinta           | Eleen             |
| 2                          | Maëva             | Alphonse          | Lance Priester | Sahteene          | Julia             |
| 3                          | Baptiste Sartoria | Hamid Khattab     | Gabriel Lobao  | Mickaël Jiminy    | Karine            |
| 4                          | Marco Léna        | Lize              | Mia            | Iris              | Juliet            |
| 5                          | Victoire Solveig  | Shanys            | Oléma          | Adnaé             | Teeo              |
| 6                          | Odem              | Ninon             | Lillian        | Rhéa              | Lamba Pomme       |
| 7                          | Gwendal White     | Ambre Ever        | Okali          | Vernis Rouge      | —                 |
| 8                          | Anna              | Auna              | Mewhy          | Doui              | —                 |
| 9                          | Julien Kela       | Déborah           | Carla          | Ugo Cicoletta     | —                 |
| 10                         | Louise            | Clément           | Flora          | Clément Serra     | —                 |
| 11                         | Noah              | Léon              | Marie Flamme   | Elidjha           | —                 |
| 12                         | Ethan             | Morpho            | Rouslann       | Arthur            | —                 |
| 13                         | Sandra            | Corentin Lemahieu | Orange         | Théo Montangon    | —                 |
| 14                         | Patxi Eli         | Alexis Carlier    | Antony Isle    | Manon             | —                 |
| Coups de cœur              | —                 | —                 | —              | Chiara Santamaria | —                 |

### Les Battles
Durant l'épreuve des Battles, chaque coach désigne des paires (ou triplet) de talents, qui chanteront en tandem une chanson désignée par le coach.
Le Vol de talents et les cinq jurés seront installés dans un fauteuil placé au centre de la scène pendant les prestations de leurs candidats pour une immersion totale sont toujours présent cette année.
Dans chaque Battle, 2 talents vont chanter en tandem. Un seul peut gagner. L'autre est éliminé sauf si un autre coach décide de le "voler" et de l'intégrer dans son équipe. Pour cela, à la fin des résultats, le coach intéressé par le talent buzze (Je vous veux). S'il est le seul, le candidat rejoint cette équipe. Si plusieurs coachs buzzent, c'est au talent de choisir quelle équipe il veut intégrer.

#### Épisode 8
Le huitième épisode est diffusé le 6 avril 2024 à 21 h 10.

#### Épisode 9
Le neuvième épisode est diffusé le 13 avril 2024 à 21 h 10.

#### Épisode 10
Le dixième épisode est diffusé le 20 avril 2024 à 21 h 10.

#### Bilan des battles
| Nombre de talents | Vianney           | Zazie                 | Mika                  | Bigflo & Oli   |
| ----------------- | ----------------- | --------------------- | --------------------- | -------------- |
| 1                 | Maëva             | Shanys                | Gabriel Lobao         | Ugo Cicoletta  |
| 2                 | Aprile            | Alphonse              | Flora                 | Iris           |
| 3                 | Gwendal White     | Stolt                 | Mia                   | Arthur         |
| 4                 | Baptiste Sartoria | Lize                  | Lillian               | Clément Serra  |
| 5                 | Odem              | Morpho                | Oléma                 | Adnaé          |
| 6                 | Marco Léna        | Hamid Khattab         | Mewhy                 | Sahteene       |
| 7                 | Noah              | Déborah               | Orange                | Rhéa           |
| Talent volé       | Carla (Mika)      | Julien Kela (Vianney) | Clément Massy (Zazie) | Manuela (Mika) |

### Les Cross Battles
Nikos Aliagas désigne un coach qui doit choisir parmi ses talents celui qui se produit sur scène. Ce même coach choisit ensuite un autre coach qui envoie à son tour un membre de son équipe. Chacun des deux talents se produit séparément sur une chanson préparée en amont. Le gagnant est désigné par les 201 membres du public munis d'un boîtier électronique.
Au terme de cette étape, Camille Lellouche peut sauver 2 talents parmi ceux éliminés et les intégrer à la compétition parallèle « The Voice Come back ».

#### Épisode 11
Le onzième épisode est diffusé le 27 avril 2024 à 21 h 10.

#### Épisode 12
Le douzième épisode est diffusé le 4 mai 2024 à 21 h 10.

#### Bilan des Cross Battles
| Vianney           | Zazie         | Mika          | Bigflo & Oli  | Camille Lellouche |
| ----------------- | ------------- | ------------- | ------------- | ----------------- |
| Baptiste Sartoria | Hamid Khattab | Mia           | Iris          | Mewhy             |
| Marco Léna        | Alphonse      | Clément Massy | Adnaé         | Shanys            |
| Odem              | Lize          | Gabriel Lobao | Manuela       | —                 |
| Maëva             | —             | Oléma         | Ugo Cicolleta | —                 |
| —                 | —             | Flora         | —             | —                 |

### Les Super Cross Battles
Nikos Aliagas désigne un coach qui doit choisir parmi ses talents celui qui se produit sur scène. Ce même coach choisit ensuite un autre coach qui envoie à son tour un membre de son équipe. Chacun des deux talents se produit séparément sur une chanson préparée en amont. Le gagnant est désigné par les 201 membres du public munis d'un boîtier électronique et le vote de Jenifer qui compte pour 10 % des voix.

#### Épisode 13
Le treizième épisode est diffusé le 11 mai 2024 à 21 h 10.

#### Qualifiés pour la demi-finale
| Vianney           | Zazie    | Mika          | Bigflo & Oli |
| ----------------- | -------- | ------------- | ------------ |
| Baptiste Sartoria | Alphonse | Gabriel Lobao | Iris         |
| Odem              | Lize     | Clément Massy | Adnaé        |

### Les primes

#### Épisode 14 — Demi-finale
Le quatorzième épisode est diffusé le 18 mai 2024 à 21 h 10.
À noter que cet épisode a été enregistré et n’est donc pas soumis au vote des téléspectateurs.
4 anciens talents issus de saisons précédentes sont invités et possèdent chacun 5% des voix et votent pour le/la demi-finaliste de leur choix. Les 201 spectateurs présents du public représentent les 80% restants.
Adnaé était initialement qualifiée pour la finale dans l'équipe de Big Flo et Oli, mais elle est tombée enceinte entre le tournage de l'émission et la diffusion, elle a donc cédé sa place en finale à Iris.

#### Qualifiés pour la finale
| Vianney           | Zazie    | Mika          | Bigflo & Oli | Camille Lellouche |
| ----------------- | -------- | ------------- | ------------ | ----------------- |
| Baptiste Sartoria | Alphonse | Gabriel Lobao | Iris         | Shanys            |

#### Épisode 15 — La finale
Le quinzième épisode est diffusé le 25 mai 2024 à 21 h 10. 
Comme les précédentes années, les règles de cette finale changent avec deux phases de votes, trois candidats sont éliminés aux deux tiers de l'émission pour un dernier vote entre les deux candidats restants.

## Audiences

### The Voice: La Plus Belle Voix
| Type                  | Jour               | Horaire de diffusion  | Audience moyenne          | Audience moyenne | Audience moyenne | Classement des audiences | Réf.     |
| Type                  | Jour               | Horaire de diffusion  | Nombre de téléspectateurs | Part de marché   | Part de marché   | Classement des audiences | Réf.     |
| Type                  | Jour               | Horaire de diffusion  | Nombre de téléspectateurs | (4 ans et plus)  | (FRDA-50)        | Classement des audiences | Réf.     |
| --------------------- | ------------------ | --------------------- | ------------------------- | ---------------- | ---------------- | ------------------------ | -------- |
| Auditions à l'aveugle | 10 février 2024    | 21 h 12–22 h 17       | 4 090 000                 | 21,7 %           | 34,7 %           | 2e                       | [ a 1 ]  |
| Auditions à l'aveugle | 10 février 2024    | 22 h 25–23 h 41       | 4 000 000                 | 28,7 %           | 43 %             | 1er                      | [ a 1 ]  |
| Auditions à l'aveugle | 17 février 2024    | 21 h 10–22 h 10       | 3 990 000                 | 20,9 %           | 36 %             | 1er                      | [ a 2 ]  |
| Auditions à l'aveugle | 17 février 2024    | 22 h 10– 23 h 41      | 3 760 000                 | 25,1 %           | 40 %             | 1er                      | [ a 2 ]  |
| Auditions à l'aveugle | 24 février 2024    | 21 h 14–22 h 20       | 3 700 000                 | 19,5 %           | 29,8 %           | 2e                       | [ a 3 ]  |
| Auditions à l'aveugle | 24 février 2024    | 22 h 29–23 h 39       | 3 600 000                 | 24,7 %           | NC               | 1er                      | [ a 3 ]  |
| Auditions à l'aveugle | 2 mars 2024        | 21 h 10–22 h 10       | 3 850 000                 | 19,6 %           | 27,8 %           | 1er                      | [ a 4 ]  |
| Auditions à l'aveugle | 2 mars 2024        | 22 h 10– 23 h 41      | 3 810 000                 | 24,4 %           | 33,4 %           | 1er                      | [ a 4 ]  |
| Auditions à l'aveugle | 9 mars 2024        | 21 h 10–22 h 10       | 3 490 000                 | 17,9 %           | 25,9 %           | 2e                       | [ a 5 ]  |
| Auditions à l'aveugle | 9 mars 2024        | 22 h 29–23 h 39       | 3 320 000                 | 21,5 %           | 27,8 %           | 1er                      | [ a 5 ]  |
| Auditions à l'aveugle | 16 mars 2024       | 21 h 10–22 h 10       | 3 640 000                 | 17,2 %           | 22,4 %           | 2e                       | [ a 6 ]  |
| Auditions à l'aveugle | 16 mars 2024       | 22 h 10– 23 h 41      | 3 270 000                 | 19 %             | 25,1 %           | 2e                       | [ a 6 ]  |
| Auditions à l'aveugle | 30 mars 2024       | 21 h 10–22 h 10       | 3 510 000                 | 19,9 %           | 29,2 %           | 2e                       | [ a 7 ]  |
| Auditions à l'aveugle | 30 mars 2024       | 22 h 10– 23 h 41      | 3 350 000                 | 24,6 %           | 34,4 %           | 1er                      | [ a 7 ]  |
| Battles               | 6 avril 2024       | 21 h 10–22 h 10       | 3 200 000                 | 17,6 %           | 26,2 %           | 2e                       | [ a 8 ]  |
| Battles               | 6 avril 2024       | 22 h 10– 23 h 41      | 2 760 000                 | 22,5 %           | 30,7 %           | 1er                      | [ a 8 ]  |
| Battles               | 13 avril 2024      | 21 h 10–22 h 10       | 2 910 000                 | 16,7 %           | 21,3 %           | 2e                       | [ a 9 ]  |
| Battles               | 13 avril 2024      | 22 h 10– 23 h 41      | 2 470 000                 | 20,9 %           | 25,2 %           | 1er                      | [ a 9 ]  |
| Battles               | 20 avril 2024      | 21 h 10–22 h 10       | 2 980 000                 | 16,7 %           | 19,5 %           | 2e                       | [ a 10 ] |
| Battles               | 20 avril 2024      | 22 h 10– 23 h 41      | 2 470 000                 | 18,4 %           | 23,9 %           | 1er                      | [ a 10 ] |
| Cross battles         | 27 avril 2024      | 21 h 10–22 h 10       | 3 210 000                 | 17,8 %           | 26,7 %           | 2e                       | [ a 11 ] |
| Cross battles         | 27 avril 2024      | 22 h 10– 23 h 41      | 2 920 000                 | 22,6 %           | 28,6 %           | 1er                      | [ a 11 ] |
| Cross battles         | 4 mai 2024         | 21 h 10–22 h 10       | 2 950 000                 | 16,2 %           | 19,2 %           | 2e                       | [ a 12 ] |
| Cross battles         | 4 mai 2024         | 22 h 10– 23 h 41      | 2 720 000                 | 20,7 %           | 23 %             | 1er                      | [ a 12 ] |
| Super Cross battles   | 11 mai 2024        | 21 h 10–22 h 10       | 2 180 000                 | 11,7 %           | 13,4 %           | 3e                       | [ a 13 ] |
| Super Cross battles   | 11 mai 2024        | 22 h 10– 23 h 41      | 2 100 000                 | 13,5 %           | 13,4 %           | 3e                       | [ a 13 ] |
| Les Lives             | 18 mai 2024        | 21 h 10–22 h 10       | 2 790 000                 | 16,2 %           | 22 %             | 2e                       | [ a 14 ] |
| Les Lives             | 18 mai 2024        | 22 h 10– 23 h 41      | 2 720 000                 | 20,2 %           | 24,3 %           | 2e                       | [ a 14 ] |
| Les Lives             | 25 mai 2024        | 21 h 10–22 h 10       | 2 840 000                 | 15,5 %           | 21 %             | 3e                       | [ a 15 ] |
| Les Lives             | 25 mai 2024        | 22 h 10– 23 h 41      | 2 740 000                 | 21,7 %           | NC               | 2e                       | [ a 15 ] |
|                       |                    |                       |                           |                  |                  |                          |          |
| Bilan de la saison    | Bilan de la saison | P1                    | 3 290 000                 | 17,7 %           | 25,3 %           | 2e                       | [ a 16 ] |
| Bilan de la saison    | Bilan de la saison | P2                    | 3 070 000                 | 21,9 %           | 28,8 %           | 2e                       | [ a 16 ] |
| Bilan de la saison    | Bilan de la saison | Total                 | 3 180 000                 | 19,8 %           | 27,05 %          | 2e                       | [ a 16 ] |
| Bilan de la saison    | Bilan de la saison | Bilan Total Consolidé | 3 710 000                 | 20,9 %           | 28,9 %           | NC                       | [ a 17 ] |

Légende :
- Plus hauts chiffres d'audience
- Plus bas chiffres d'audience

### The Voice, la suite
| Jour et horaire de diffusion    | Audience moyenne          | Audience moyenne | Classement des audiences | Références |
| Jour et horaire de diffusion    | Nombre de téléspectateurs | PDM              | Classement des audiences | Références |
| ------------------------------- | ------------------------- | ---------------- | ------------------------ | ---------- |
| 10 février 2024 (23:40 - 00:55) | 929 000                   | 14,4 %           | 3e                       | [ a 18 ]   |
| 17 février 2024 (23:45 - 00:55) | 980 000                   | 14,9 %           | 3e                       | [ a 19 ]   |
| 24 février 2024 (23:45 - 00:55) | 864 000                   | 12,4 %           | 3e                       |            |
| 2 mars 2024 (23:45 - 00:55)     | 912 000                   | 11,2 %           | 3e                       |            |
| 9 mars 2024 (23:45 - 00:55)     | 838 000                   | 10 %             | 3e                       |            |
| 16 mars 2024 (23:40 - 00:55)    | 1 012 000                 | 12,4 %           | 3e                       |            |
| 30 mars 2024 (23:40 - 00:55)    | 641 000                   | 10,1 %           | 3e                       |            |
| 6 avril 2024 (23:40 - 00:55)    | 610 000                   | 10,8 %           | 3e                       |            |
| 13 avril 2024 (23:40 - 00:55)   | 628 000                   | 11,4 %           | 3e                       |            |
| 20 avril 2024 (23:40 - 00:55)   | 583 000                   | 9,4 %            | 3e                       |            |
| 27 avril 2024 (23:40 - 00:55)   | 760 000                   | 12,2 %           | 3e                       |            |
| 4 mai 2024 (23:40 - 00:55)      | 565 000                   | 9,2 %            | 3e                       |            |
| 11 mai 2024 (23:40 - 00:55)     | 359 000                   | 3,8 %            | 3e                       | [ a 20 ]   |
| 18 mai 2024 (23:40 - 00:55)     | 777 000                   | 10,9 %           | 3e                       |            |
| 25 mai 2024 (23:40 - 01:35)     | 588 000                   | 12,8 %           | 3e                       | [ a 21 ]   |

Légende :
- Plus hauts chiffres d'audience
- Plus bas chiffres d'audience

### Audiences
1. ↑  Gwenaël Delamarre, « Audiences : Quel score pour le lancement de The Voice 2024 sur TF1 ? », sur ozap.com, 11 février 2024.
2. ↑  Gwenaël Delamarre, « Audiences : Qui a remporté le duel entre The Voice sur TF1 et 100% logique sur France 2 ? », sur ozap.com, 18 février 2024
3. ↑  Gwenaël Delamarre, « Audiences : Meurtres à Bayeux sur France 3 leader devant The Voice sur TF1, 100% logique au-dessus des 3 millions sur France 2 », sur ozap.com, 25 février 2024.
4. ↑  Gwenaël Delamarre, « Audiences : The Voice large leader, 100% logique au coude-à-coude avec le polar de France 3 », sur ozap.com, 3 mars 2024.
5. ↑  Gwenaël Delamarre, « Audiences : Quel score pour le dernier numéro de 100% logique sur France 2 ? », sur ozap.com, 10 mars 2024.
6. ↑  Gwenaël Delamarre, « Audiences : Quel score pour la victoire des Bleus face à l'Angleterre sur France 2 ? », sur ozap.com, 17 mars 2024.
7. ↑  Gwenaël Delamarre, « Audiences : Quel score pour le retour de Cassandre sur France 3 ? », sur ozap.com, 31 mars 2024.
8. ↑  Ludovic Galtier Lloret, « Audiences : Cassandre leader étincelant sur France 3, The Voice 2024 décroche avec les premières Battles sur TF1, France 5 plus forte que M6 », sur ozap.com, 7 avril 2024.
9. ↑  Gwenaël Delamarre, « Audiences : Cassandre large leader sur France 3, The Voice au plus bas, Plaza sur M6 au même niveau que Columbo sur TMC », sur ozap.com, 14 avril 2024.
10. ↑  Gwenaël Delamarre, « Audiences : The Voice sur TF1 a-t-elle résisté à Cyril Féraud sur France 2 ? », sur ozap.com, 21 avril 2024.
11. ↑  Gwenaël Delamarre, « Audiences : Les Cross Battles ont-ils relancé The Voice sur TF1 ? », sur ozap.com, 28 avril 2024.
12. ↑  Gwenaël Delamarre, « Audiences : Quel score pour la finale de Pékin Express sur M6 face à The Voice sur TF1 ? », sur ozap.com, 5 mai 2024.
13. ↑  Benjamin Rabier, « Audiences : Quel score pour l'Eurovision 2024 avec Slimane sur France 2 face au retour de Jenifer dans The Voice sur TF1 ? », sur ozap.com, 12 mai 2024.
14. ↑  Gwenaël Delamarre, « Audiences : La demi-finale de The Voice a-t-elle permis au programme de redresser la barre ? », sur ozap.com, 19 mai 2024.
15. ↑  Gwenaël Delamarre, « Audiences : Quel score pour la finale de la Coupe de France sur France 2 face à celle de The Voice sur TF1 ? », sur ozap.com, 26 mai 2024.
16. ↑  Ludovic Galtier Lloret, « Audiences : Quel bilan pour la saison 13 de The Voice sur TF1 ? », sur ozap.com, 27 mai 2024.
17. ↑  Kevin Boucher, « « The Voice » sur TF1 : avant la finale, un bilan de saison au plus bas pour le télécrochet », Le Parisien, 26 mai 2024.
18. ↑  Gwenaël Delamarre, « Audiences samedi : Les Bleus boostent France 2, Record pour Sophie Davant, Aurélie Casse au-dessus du million », sur ozap.com, 11 février 2024 (consulté le 11 février 2024)
19. ↑  Gwenaël Delamarre, « Audiences samedi : 1 million de téléspectateurs d'écart entre Maya Lauqué sur France 2 et Audrey Crespo-Mara sur TF1, Cyril Hanouna au-dessus du million sur C8 », sur ozap.com, 18 février 2024 (consulté le 18 février 2024)
20. ↑  Benjamin Rabier, « Audiences samedi : Plus de 2 millions de téléspectateurs d'écart entre le "13 Heures" d'Anne-Claire Coudray sur TF1 et celui de Leïla Kaddour sur France 2 », sur ozap.com, 12 mai 2024 (consulté le 12 mai 2024)
21. ↑  Gwenaël Delamarre, « Audiences samedi : Combien de téléspectateurs devant la cérémonie de clôture du Festival de Cannes 2024 sur France 2 ? », sur ozap.com, 26 mai 2024 (consulté le 28 mai 2024)